# Gaja-et-Villedieu
Gaja-et-Villedieu település Franciaországban, Aude megyében. Lakosainak száma 309 fő (2022. január 1.). Gaja-et-Villedieu Lauraguel, Limoux, Malras, Pauligne és Saint-Martin-de-Villereglan községekkel határos.

## Népesség
A település népessége az elmúlt években az alábbi módon változott:
| Lakosok száma | 216  | 220  | 231  | 303  | 290  | 291  | 292  | 291  | 297  | 309  |
|               | 1968 | 1982 | 1990 | 2006 | 2013 | 2015 | 2017 | 2019 | 2020 | 2022 |